# Kevin Systrom
Kevin Systrom   (Holliston, 30 de desembre de 1983) és un empresari i programador, va ser el creador d'Instagram.